# Бра-д'Ор (озеро)
Бра-д'Ор (англ. Bras d'Or, фр. Lac du Bras d'or) — озеро на острові Кейп-Бретон, який знаходиться у складі канадської провінції Нова Шотландія. У селі Баддек над озером від 1886 до 1922 працював Александер Ґрем Белл.
На мові індіанського племені мікмаків назва озера «Петубук» означає «довга тарілка солоної води». На старих картах озеро мало назву Лабрадор (фр. Le Lac de Labrador); на французьких картах від 1872 озеро позначалося як Bras d'Or, у перекладі — «золота рука».
Частини озера:
Північний Басейн
- Великий Бра-д'Ор (англ. Great Bras d'Or)
- Малий Бра-д'Ор (англ. Little Bras d'Or)
- протока Сент-Ендрюз (англ. St. Andrews Channel)
- протока Сент-Патрикс (англ. St. Patricks Channel)
- затока Баддек (англ. Baddeck Bay)
- затока Ньянза (англ. Nyanza Bay)
- затока Вайкокомаг (англ. Whycocomagh Bay)

Південний Басейн 
- басейн Денис (англ. Denys Basin)
- Сент-Пітерс-Інлет (англ. St. Peters Inlet)
- затока Іст-Бей (англ. East Bay)
- затока Вест-Бей (англ. West Bay)

В озеро вливаються такі річки:
- річка Денис (англ. River Denys)
- річка Міддл (англ. Middle River)
- річка Баддек (англ. Baddeck River)
- річка Скай (англ. Skye River)
- річка Джорджес (англ. Georges River)
- річка Вашабак (англ. Washabuck River)

## Природа
У Бра-д'Орі займаються виловом омарів та устриць. Навколо озера гніздяться великі популяції білоголових орланів.